# ノイシュタット・アン・デア・ヴァインシュトラーセ
ノイシュタット・アン・デア・ヴァインシュトラーセ（ドイツ語: Neustadt an der Weinstraße）はドイツ連邦共和国ラインラント＝プファルツ州に属する独立市。ノイシュタットと呼ばれる町の中では最も大きい。
第一次世界大戦後、戦勝国のタイ王国軍が駐留していたことで知られている。

## 姉妹都市
- 泉州市(Quanzhou)（中華人民共和国）
- リンカン(Lincoln)（イギリス）
- マコン(Mâcon)（フランス）
- ヴェルニゲローデ(Wernigerode)（ザクセン＝アンハルト州）
- マンチェスター(Manchester)（アメリカ合衆国）
- イェニシェヒル(Yenişehir, Mersin)（トルコ）

## 出身者
- ケヴィン・アクポグマ - サッカー選手
- ドミニク・ハインツ - サッカー選手
- グレゴール・ブラウン - 自転車競技選手